# Boswell Williams
Boswell Bennie Williams (16. května 1926, Vieux Fort – 20. července 2014, Castries) byl politik Svaté Lucie, který zastupoval v zákonodárném sboru okres Vieux Fort v letech 1974 až 1979.

## Životopis
Dne 19. června 1980 byl jmenován britskou královnou Alžbětou II. generálním guvernérem Svaté Lucie. Ve funkci tak nahradil Allena Montgomeryho Lewise. Nejdříve tuto funkci Williams zastával pouze prozatímně. Řádným generálním guvernérem se stal v prosinci 1981. Brzy poté byl zamítnut návrh na rozpočet Allana Louisyho, což vedlo k nejvážnější ústavní krizi v historii Svaté Lucie. Z funkce generálního guvernéra rezignoval dne 13. prosince 1982.
Williams zemřel ve svém domě v Sans Soucis v Castries dne 20. července 2014 ve věku 88 let.